# 棘龍鰧
棘龍鰧，為輻鰭魚綱鱸形目南極魚亞目淵龍鰧科的其中一種，也是棘龍鰧屬的唯一物種，分布於南冰洋海域，屬深海魚類，棲息深度253-255公尺，體長可達24公分，為深海底棲性魚類，屬肉食性，生活習性不明。